# ウエスト (飲食店)

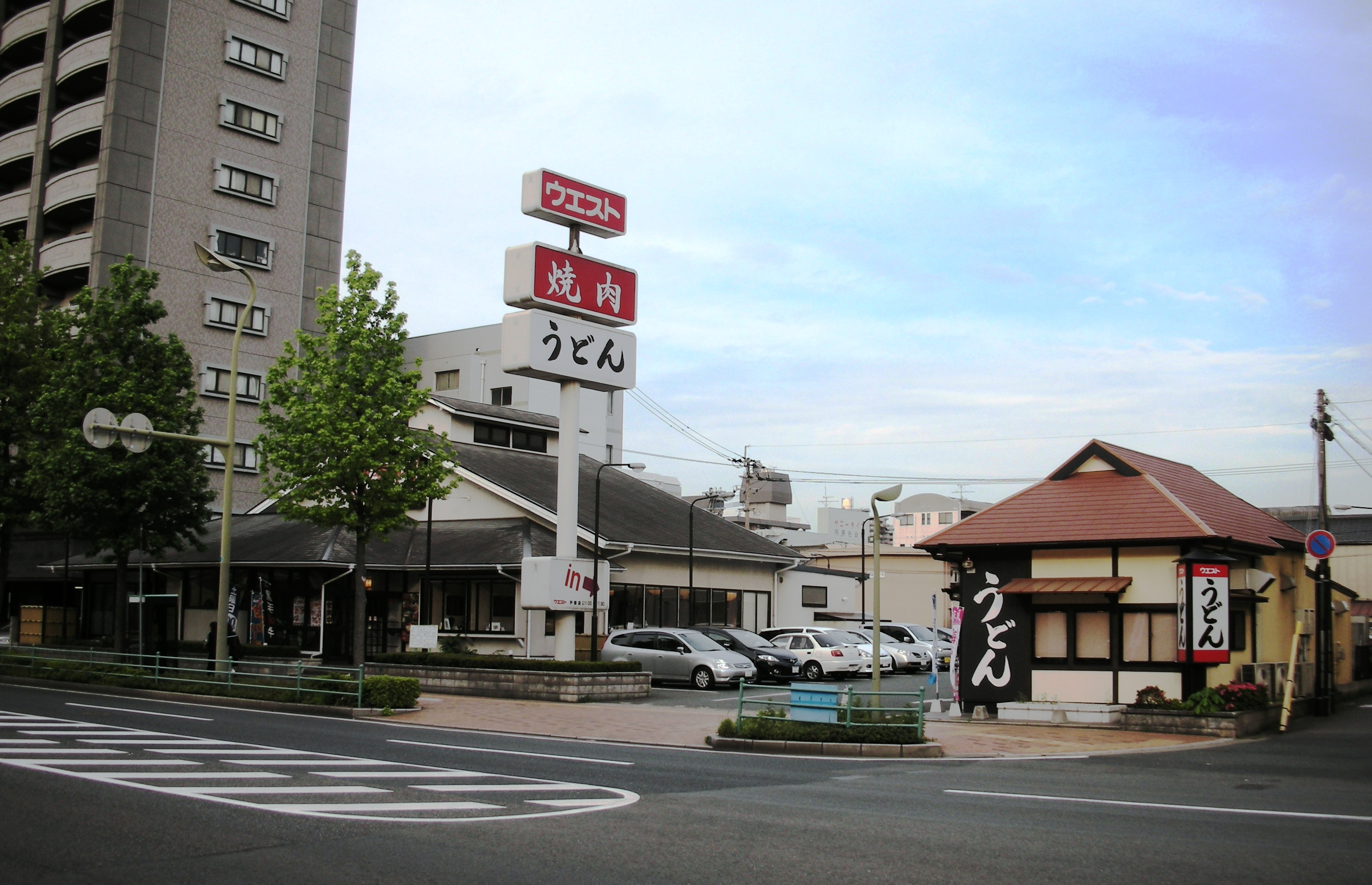
ウエスト戸畑店

株式会社ウエストは、福岡県福岡市博多区に本社を置く飲食店。

## 概要
1966年に福岡県宗像郡福間町（現・福津市）の1号店を皮切りに、うどんやカレー、焼肉、和食、中華料理（同社では「中国料理」と呼ぶ）、ラーメン、ファミリーレストランに加え、その他テナントも含めた様々な種類の料理の専門店を複合的に集めた「ウエスト味の街」として展開していたが、近年はうどん店と焼き肉店がメインで、その他は一部の数店舗でのみ営業している。また、うどん店は24時間年中無休の店が多く、その一号店はかつて「ウエスト味の街」であった佐賀県の基山店である（現在はうどん店のみ営業）。
1983年には同社の海外店舗として初めて和食レストラン「イースト」をニューヨークに開店。その後、寿司ジャパニーズファーストフード「テリヤキボーイ」、カラオケ「ジャパス」などニューヨークを中心にロサンゼルス、シカゴ、ラスベガスのアメリカ国内だけでなく、ジャマイカにも店舗展開している。
毎週水曜日と金曜日は各店でお得なメニュー、土曜日は各店舗ではお得な「均一価格メニュー」（いずれも一部店舗除く）を用意し、焼肉店では毎週金曜日のみ「ウエストの日」として食べ放題プランを設けていたが､2000年代以降は曜日を問わず単品注文or食べ放題コースという一般的な焼肉店のスタイルに変化した。また海外の店舗を含めた全店舗で使える「ウエストカード」を発行し、入会金3,300円を支払うと3,300円分の食事券と入会当日を含む1年間、食事代金から10%引き（クレジットカード決済は5%）の特典が受けられる（グループ店舗を除く、2021年12月31日をもって新規入会、更新受付終了）。2022年1月1日からは対象店舗を焼肉・中国料理店に限定した「W（ダブル）カード」を発行している。
九州地方で流れている同社のCMでは、同じく九州出身（佐賀県相知町、現唐津市）の村田英雄が「生まれも育ちもまるまる九州たい〜♪　忘れちゃならない　うどん一本！　うどんウエスト〜♪」と歌う「ウエストうどんの歌」が流れる。また、2013年からは地元福岡出身のバンド「CHEESE CAKE」（現・MOSHIMO）のオリジナル曲も使われていたが、2015年5月からは同じく九州出身（福岡県久留米市）のバンド「KANIKAPILA」のオリジナル曲「WEST GO GO!」を使用している。
なお、九州地方のうち宮崎県は未出店となっている。関東地方にも進出しており、千葉県（複数あり）と東京都（町田市の1店舗のみ）に店舗がある。

## 店名由来
店名の『ウエスト』の由来は、一号店の設計者が設計図の店名の所に暫定的に『ウエストサイド』と書いて提出した。それを見た創業者は、『ウエストサイドは長いからウエストにしよう』となり簡単にウエストに決まったと言う。

## 社会文化活動
福岡を拠点に九州地方で芸能活動を展開する福岡よしもとへの協賛を行っており、テレビCMには同事務所に所属しているタレント・レモンティーを起用している（2016年12月時点）。他にも同事務所のチラシに広告を出稿したり、最大定期企画であるよしもと魂 in イムズでは抽選で無料食事券を配布している（2011年5月時点）。
東日本大震災の復興支援活動として、震災から1ヶ月後の2011年4月11日のウエスト全店の売上金約3,627万円を全額寄付している。

## 出店ジャンル

### 現在
Wカード（旧：ウエストカード）での割引はウエスト焼肉店と中国料理/中華麺飯店（麦野店・新宮店）のみ対象（通常は10%引きだが、クレジットカード使用時は割引率が5%にダウンする）。
- 焼肉店
- うどん店
  - 生そば・うどん店
  - うどん・もつ鍋店
  - うどん・居酒屋店
  - 生そば・居酒屋店
- 中国料理店
  - 中華麺飯店（麦野店[7]のみ）
- カフェ（麦野店のみ）

以下の店舗は「グループ店舗」と位置づけられており、かつて存在したウエストカードの割引対象外となっていた。
- 生そば あずま - 国内で店舗名にウエストと付かない初の形態[8]。
- 焼肉 AZUMA

### 過去
- サウナ
- ファミリーレストラン
- イタリアンレストラン
- ラーメン
- カレーライス
- 和食
- 蕎麦処 てりそば（グループ店舗）

- 立喰いそば酒場 すじ一
- ハッピーイースト ステーキハウス

- ビストロ（天神昭和通り店のみ）

他に、山田うどんのフランチャイズ店舗が存在した（関東地区の店舗。ウエストのうどん店に転換され現存せず）。